# Raül López Molist
Pour les articles homonymes, voir López et Molist.
Raül López Molist, né le 15 avril 1980 à Vic en Espagne, est un joueur espagnol de basket-ball évoluant au poste de meneur.

## Biographie
Membre de la fameuse équipe los ninõs de oro qui remporte les titres juniors européens 1998 et mondiaux 1999 avec José Calderón, Pau Gasol, Juan Carlos Navarro, Felipe Reyes, Berni Rodríguez, Carlos Cabezas... il a débuté dans la Liga ACB en 1998 avec la Joventut de Badalone.
Après avoir été transféré au Real Madrid, il est sélectionné lors de la draft 2001 de la NBA par le Jazz de l'Utah. Avec sa sélection nationale, il remporte se première médaille chez les séniors lors du championnat d'Europe de basket-ball 2001 en Turquie.
Puis lors de la saison suivante, qu'il dispute avec le Real, il se blesse gravement aux ligaments croisés de son genou droit. Cette blessure l'empêche de disputer le mondial 2002 puis la saison suivante.
En 2003, il rejoint le Jazz de l'Utah où il occupe un poste de doublure de Carlos Arroyo, apportant une contribution de 7 points, 3,7 passes décisives pour 19,7 minutes par matchs, et participant à toutes les rencontres de la saison régulière. L'été suivant, lors d'un match de la pré-saison, il se blesse à nouveau au genou droit, ce qui le prive de parquet pendant quasiment trois mois. Ce n'est que vers la fin de l'année 2004 qu'il peut finalement revenir au jeu. Ce retour ne dure pas. Lors de la rencontre avec les Lakers de Los Angeles le 15 février 2005, il doit se retirer à cause d'une blessure au genou gauche, qui le force à subir une opération chirurgicale le mois suivant en Espagne. Pendant la saison régulière de 2004-2005 il n'a pu participer qu'à 31 rencontres.
En été 2005, il fait partie d'un énorme échange de joueurs qui l'envoie chez les Grizzlies de Memphis, mais il n'est finalement pas retenu par ceux-ci pour la saison 2005-06 et retourne en Espagne à Akasvayu Girona.
Après une saison avec Akasvayu Girona, il regagne Madrid et redevient le meneur du Real Madrid. Le 10 avril 2007, il aide son équipe à gagner la finale de la Coupe ULEB à Charleroi (Belgique), ce qui constitue le premier titre du Real Madrid pour ce trophée.
Le 4 juillet 2009, il s'engage pour deux ans avec le club russe du BC Khimki Moscou.

## Clubs successifs
- 1993-2000 :  Joventut de Badalone
- 2000-2002 :  Real Madrid
- 2003-2005 :  Jazz de l'Utah
- 2005-2006 :  Akasvayu Girona
- 2006-2009 :  Real Madrid
- 2009-2011 :  BC Khimki Moscou
- 2011-2016 :  Bilbao Basket

## Palmarès

### En club
- Coupe ULEB 2007

### Sélection nationale
- Jeux olympiques d'été de 2008
  -  Médaille d'argent.
- championnat d'Europe de basket-ball
  -  Médaille de bronze du championnat d'Europe de basket-ball 2001 en Turquie
- autres
  - Championnat du monde junior 1999
  - Champion d'Europe junior 1998

## Records sur une rencontre en NBA
Les records personnels de Raul Lopez en NBA sont les suivants, :
| Type de statistique        | Saison régulière | Saison régulière          | Saison régulière |
| Type de statistique        | Record           | Adversaire                | Date             |
| -------------------------- | ---------------- | ------------------------- | ---------------- |
| Points                     | 25               | Suns de Phoenix           | 14 avril 2004    |
| Paniers marqués            | 7                | Suns de Phoenix           | 14 avril 2004    |
| Paniers tentés             | 14               | Timberwolves du Minnesota | 3 novembre 2003  |
| Paniers à 3 points réussis | 3                | Suns de Phoenix           | 14 avril 2004    |
| Paniers à 3 points tentés  | 5                | 3 fois                    | 3 fois           |
| Lancers francs réussis     | 8                | Suns de Phoenix           | 14 avril 2004    |
| Lancers francs tentés      | 10               | Suns de Phoenix           | 14 avril 2004    |
| Rebonds offensifs          | 2                | 5 fois                    | 5 fois           |
| Rebonds défensifs          | 7                | Knicks de New York        | 10 décembre 2003 |
| Rebonds totaux             | 9                | Knicks de New York        | 10 décembre 2003 |
| Passes décisives           | 11               | SuperSonics de Seattle    | 26 janvier 2005  |
| Interceptions              | 4                | 3 fois                    | 3 fois           |
| Contres                    | 2                | @ Nuggets de Denver       | 8 février 2005   |
| Balles perdues             | 5                | 4 fois                    | 4 fois           |
| Minutes jouées             | 38               | SuperSonics de Seattle    | 26 janvier 2005  |

- Double-double : 2
- Triple-double : 0